# 佩尔·伦德奎斯特
佩尔·伦德奎斯特（瑞典語：Per Lundqvist，1951年1月24日—），瑞典男子冰球运动员，1968年开始职业生涯。他曾代表瑞典参加1980年冬季奥林匹克运动会冰球比赛，获得一枚铜牌。